# Eingeschossiges Amerika
Eingeschossiges Amerika  (russisch Одноэтажная Америка, wiss. Transliteration Odnoėtažnaja Amerika) ist der Titel eines 1936 in der Sowjetunion erschienenen Reisetagebuches über eine 10-wöchige Autofahrt zweier Sowjetbürger durch die Vereinigten Staaten von Amerika. Die Autoren waren die in der Sowjetunion berühmten Erfolgsautoren und Satiriker  Ilja Ilf (1897–1937) und Jewgeni Petrow (1903–1942), auch als populäres Komiker-Autorenduo Ilf und Petrow bekannt.

## Das Buch

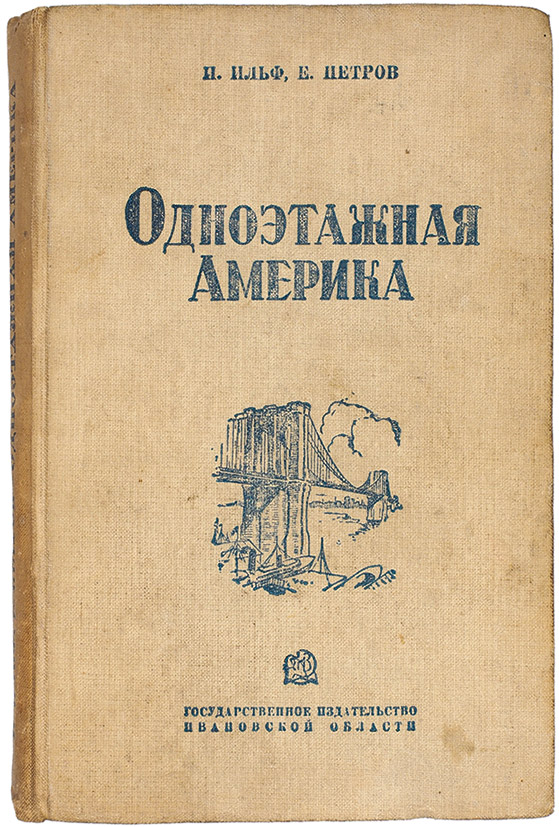
Cover der Ausgabe von 1937

Das in elf Kapitel gegliederte, in dem für Ilf und Petrow typischen hemmungslosen humorvollen Stil gehaltenen Buch zeichnet ein differenziertes Bild der USA. Die unternehmerischen Fähigkeiten und wirtschaftlichen Leistungen Amerikas werden gelobt, die Unterdrückung der Schwarzen, das Leben der Indianer in den Reservaten und die Unterdrückung der Arbeiter angeprangert.
Die Fotos im Buch wurden von Ilf mit seiner Leica gemacht. Der Stil seiner Schnappschüsse erinnert an den fotografischen Stil von Dorothea Lange und Walker Evans, die Fotos im Auftrag der Farm Security Administration machten. Die Fotos zeigen u. a. abgelegene Landstraßen oder Verkehrsschilder aus der Zeit der Weltwirtschaftskrise.
Als erstes wurde 1936 nach der Reise eine elfteilige Fotoreportage unter dem Titel "Amerikanische Fotografien" (russ. "Американские фотографии", Transkription: "Amerikanskie fotografii") in der populären sowjetischen Illustrierten Ogonjok veröffentlicht. Kurz darauf folgte im Sommer 1937 das Buch Eingeschossiges Amerika, der Reisebericht, den die Autoren im Sommer 1936 niedergeschrieben hatten. Der Buchtitel verweist auf ihren Eindruck, dass die Städte Amerikas hauptsächlich aus ein- und zweigeschossigen Gebäuden bestehen, ganz im Gegensatz zum landläufigen Bilde von Amerika als dem Land der Wolkenkratzer:
"Amerika besteht hauptsächlich aus ein- und zweigeschossigen Gebäuden. Die Mehrheit der Amerikaner lebt in Kleinstädten mit 3.000, vielleicht auch 5, 9 oder 10.000 Einwohnern."
Die "Eingeschossigkeit" wurde auch als Metapher für die Eindimensionalität des Landes interpretiert: In Amerika drehe sich alles nur um Geld und Reichtum, während das Land weder Seele noch Geist besitze. Die erste Auflage des Buches erschien noch ohne die Fotografien von Ilf, die Gründe dafür sind unbekannt.
Der Reisebericht von Ilf und Petrow wurde in der Sowjetunion kritisiert, da er nicht parteilich genug war und viele Aspekte des amerikanischen Lebens lobte. Er war zu einfühlsam und positiv, statt der offiziellen Parteilinie der deutlichen Schwarz-Weiß-Malerei zu folgen. Es ist bemerkenswert, dass das Buch während der Zeit des Großen Terrors (1936–1938) und dem damit verbundenen allgemeinen Klima der Angst überhaupt erscheinen konnte.
Die englische Übersetzung des Buches wurde unter dem Titel Little Golden America veröffentlicht, statt der wörtlichen Übersetzung Single-Storied America. Das war eine Anspielung auf den vorherigen Roman des Duos: Das goldene Kalb (engl. The Little Golden Calf).
Die Vereinigten Staaten, die als Land der Maschinen und des technischen Fortschritts wahrgenommen wurden, hatten zu dieser Zeit eine große Bedeutung für die Sowjetunion, die sich das Ziel gesetzt hatte, die USA einzuholen und zu überholen. Diese Losung (russ.: догнать и перегнать Америку; deutsch: Amerika einholen und überholen) war eine der wichtigsten Losungen während der ehrgeizigen Industrialisierung der Sowjetunion.
Amerika, das Land der scheinbar unbegrenzten Möglichkeiten, sollte dem sowjetischen Volk als Vorbild dienen, um anzuzeigen, dass auch die sowjetischen Arbeiter und Ingenieure – innerhalb des vom Sowjetsystem vorgegebenen Rahmens – unbegrenzte Möglichkeiten hätten.

## Inhalt

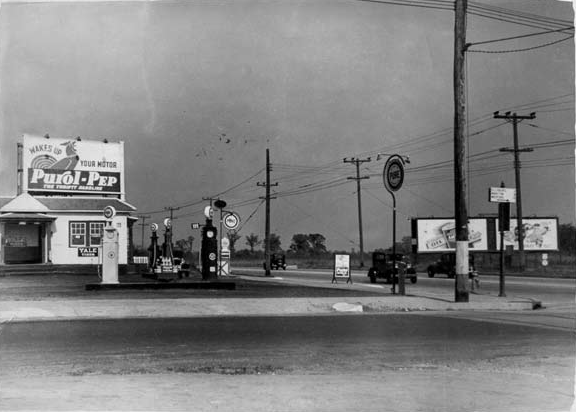
Foto von Ilja Ilf, gemacht am 20. April 1936

Am 7. Oktober 1935, wenige Jahre nach dem Beginn der Weltwirtschaftskrise (1929 bis ca. 1933), kamen die Schriftsteller Ilf und Petrow mit dem Passagierschiff Normandie in New York an. Das damals modernste Schiff machte seine zehnte Fahrt zwischen Europa und Amerika. Ilf und Petrow, die kein Englisch sprachen, waren als Sonderkorrespondenten der Prawda nach Amerika geschickt worden, um Amerika und die Amerikaner zu entdecken und für die Sowjetmenschen in einer zehnwöchigen Reise mit dem Auto die Wahrheit über Amerika zu berichten, es zu studieren und ihren Leuten näherzubringen. Ilf und Petrow kannten Amerika nicht, für sie war es eher so etwas wie eine romantische Gegend in Übersee. Sie fühlten sich wie die ersten Entdecker Amerikas, konnten aber natürlich ihre ideologischen Klischees als Prawda-Korrespondenten nicht ablegen. Wegen ihrer fehlenden Englischkenntnisse bedienten sie sich teilweise der Hilfe von russischsprechenden Fremdenführern.
"Unsere Reise begann mit einem kleinen Missgeschick. Wir hatten geplant, New York zu erforschen, zu beobachten und auf uns einwirken zu lassen. Aber New York ist keine Stadt, in der sich die Leute langsam bewegten. Statt gemütlich zu gehen, rannten sie an uns vorbei. Und wir fingen auch an zu rennen, bis wir selber nicht mehr innehalten konnten. ... Wir wollten das wahre Amerika und die Amerikaner kennenlernen. Wie arbeiten sie und wie erholen sie sich? Wir wollten erfahren: Wie leben sie? Was hoffen sie? Was essen sie?"
Die drei Monate lange Reise führte sie 1935/36 in 60 Etappen quer über den Kontinent zur Westküste und an der mexikanischen Grenze und die Ostküste nach Norden entlang, über Washington, D.C. zurück bis nach New York. Die Reise führte von New York über Chicago, über einen südlichen Bogen durch Missouri und den Südwesten nach San Francisco und zurück über Texas, den Golf von Mexiko, die Ostküste entlang nach Washington und zum Ausgangsort New York zurück.
Sie plauderten mit den Leuten, sofern es möglich war und waren besonders über die fehlende Neugier der Leute erstaunt, die überhaupt nichts über die Sowjetunion wissen wollten.
In Hollywood verbrachten sie zwei Wochen, um ein Drehbuch für Lewis Milestone zu schreiben.
Die Kapitel ihrer Bücher waren den einzelnen Reiseabschnitten gewidmet. Gleichzeitig aber auch jeweils einem besonderen Thema: Straßen, Kleinstädte, Indianer, Hollywood, Werbung, Afroamerikaner.
Ilf starb bald nach seiner Rückkehr an Tuberkulose (April 1937), während das Buch in den Druck ging. Die ersten Anzeichen seiner Tuberkulose machten sich während der Amerikareise bemerkbar.

## Deutsche Buchausgaben
- Das eingeschossige Amerika. Eine Reiseerzählung. Übersetzer Helmut Ettinger. Eichborn Verlag, Frankfurt 2011, ISBN 978-3-8218-6239-2.

## Verfilmung

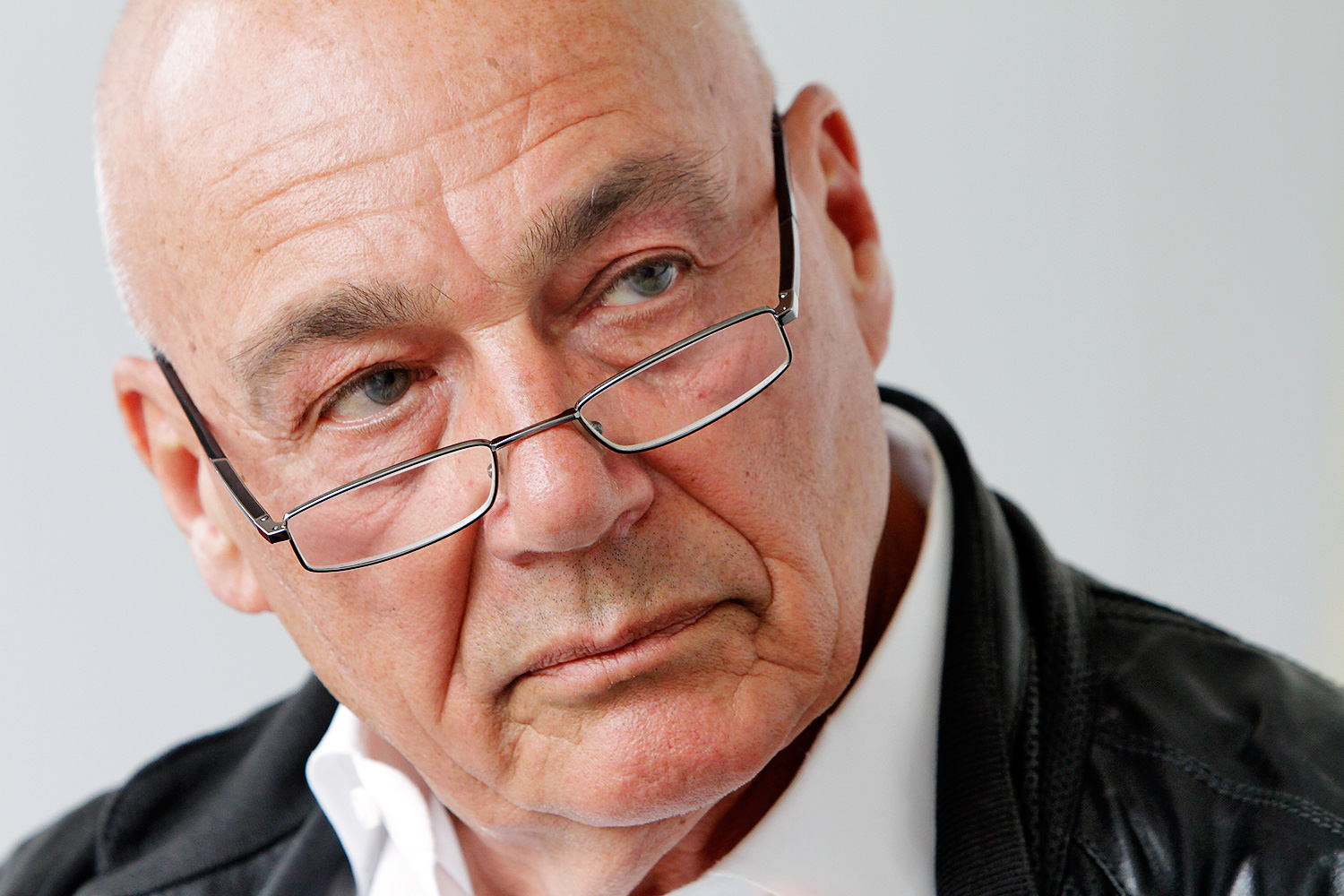
Wladimir Posner

Der Erste Kanal des russischen Fernsehens hat 2008 nach den Motiven des gleichnamigen Buches eine 16-teilige Dokumentarfilm-Fernsehserie gedreht (Regie: Walerij Spirin). Ziel war es nicht, das Buch zu verfilmen, sondern den Zuschauern das heutige Amerika zu zeigen.
Die beiden Journalisten Wladimir Posner (russ. Владимир Познер), der in den USA aufgewachsen war, und der jüngere Iwan Urgant (russ. Иван Ургант) folgten der im Buch beschriebenen Route (mit einigen Variationen, z. B. einem Abstecher nach Las Vegas) und führten Interviews mit Einheimischen. Sie drehten gewissermaßen ein Remake der Reise vor knapp 75 Jahren.
Begleitet wurden die beiden von dem amerikanischen Schriftsteller und Radiojournalisten Brian Kahn aus Montana. Die Serie vermischt Auszüge und alte Fotos aus dem Buch mit aktuellen Bildern der gleichen Orte. Der Film vergleicht die Eindrücke der Buchautoren mit den heutigen Eindrücken der Filmautoren. Damit ist er nicht nur ein Remake, sondern auch eine Fortsetzung des Buches.
Urgant schlüpft in die Rolle von Petrow und Posner spielt die Rolle von Ilf. Allerdings spricht Posner, im Gegensatz zu Ilf, perfekt englisch, so dass er die Rolle des Fremdenführers übernehmen konnte. Urgant hatte die Rolle des Neulings, obwohl auch er eigentlich einige Zeit in den USA gelebt hatte, und Posner ist der sentimentale Reisende. Im Film werden wesentlich mehr Amerikaner befragt als im Buch.
Die Filmcrew (zwölf Personen) und die beiden Kommentatoren reisten in 52 Tagen 17.000 km durch Amerika, durch 25 Staaten und 50 Städte. Die Route führte von New York über: Cleveland, Detroit, Peoria, Colorado Springs, Gallup, den Grand Canyon, Las Vegas, San Francisco, Los Angeles, El Paso, Houston, New Orleans, Memphis, Washington, D.C. zurück nach New York.
In jeder Folge werden ein bis zwei Städte vorgestellt, ihre Sehenswürdigkeiten und die Besonderheiten im Lebenswandel der örtlichen Bevölkerung, mit der auch Interviews geführt werden. Es sollen die Lebensweise eines normalen, durchschnittlichen Amerikaners gezeigt werden und die Besonderheiten des amerikanischen Charakters. Und es soll das Amerika aus der Zeit von Ilf und Petrow mit der heutigen Zeit verglichen werden.
Die Erstausstrahlung begann am 11. Februar 2008. Wöchentlich wurde eine Folge gezeigt.

### Erste Folge
Sie begannen ihre Reise, so wie seinerzeit Ilf und Petrow, in New York. Es wurde sechs Tage lang in der Stadt gefilmt (Times Square, Broadway, Majestic Musical Theatre, Empire State Building, Freiheitsstatue, Ellis Island, Greenwich Village, Harlem, SoHo und ein Hubschrauberrundflug über Manhattan). Posner erzählt über seine Kindheit im Greenwich Village. New York wird pathetisch, sentimental und ironisch dargestellt.

### Folgen
| Folge | Datum der russ. Premiere | Handlungsort | Hauptthema                                                           |
| ----- | ------------------------ | --- | -------------------------------------------------------------------- |
| 01    | 11. Februar 2008         | New York City |                                                                      |
| 02    | 18. Februar 2008         | Bundesstaat New York Cleveland, Bundesstaat Ohio (Cleveland Clinic)                                                                                              | Gesundheitssystem der Vereinigten Staaten                            |
| 03    | 26. Februar 2008         | Detroit, Bundesstaat Michigan (Fordwerke in Michigan) | Einwanderer in die Vereinigten Staaten                               |
| 04    | 3. März 2008             | Chicago, Bundesstaat Illinois | Gesunde Lebensweise und Übergewicht in den Vereinigten Staaten       |
| 05    | 11. März 2008            | Route 66 Peoria, Bundesstaat Illinois Oklahoma City (59. Highway Patrol Academy in Oklahoma)                                                                     | Die Highway patrol in den Vereinigten Staaten                        |
| 06    | 17. März 2008            | Gallup, Bundesstaat New Mexico | Das Leben der Indianer in den Vereinigten Staaten                    |
| 07    | 24. März 2008            | Colorado Springs, Bundesstaat Colorado (United States Air Force Academy) Grand Canyon (Bundesstaat Arizona)                                                      |                                                                      |
| 08    | 31. März 2008            | Las Vegas |                                                                      |
| 09    | 21. April 2008           | San Francisco, Silicon Valley |                                                                      |
| 10    | 7. April 2008            | Los Angeles | Das amerikanische Kino                                               |
| 11    | 14. April 2008           | Sun City, Bundesstaat Arizona El Paso, Bundesstaat Texas |                                                                      |
| 12    | 28. April 2008           | New Orleans, Bundesstaat Louisiana |                                                                      |
| 13    | 4. Mai 2008              | Staatsgefängnis Angola | Gefängnisse in den Vereinigten Staaten                               |
| 14    | 12. Mai 2008             | Memphis, Bundesstaat Tennessee (St. Jude Children’s Research Hospital in Memphis, Tennessee) Norfolk (Virginia), Bundesstaat Virginia (Marinestützpunkt Norfolk) |                                                                      |
| 15    | 19. Mai 2008             | Washington, D.C. | Die Lage der Afroamerikaner und Rassismus in den Vereinigten Staaten |
| 16    | 26. Mai 2008             | New York City |                                                                      |

## Gegenbesuch
Lew Kuleschow hat bereits 1924 die Stummfilmgroteske und Slapstickkomödie "Die seltsamen Abenteuer des Mr. West im Lande der Bolschewiki". (russ. "Необычайные приключения мистера Веста в стране большевиков", Transkription: "Neobytschainyje prikljutschenija mistera Westa w strane Bolschewikow") gedreht. Beschrieben wird der Besuch eines Amerikaners in Russland. Das war sozusagen das Gegenstück der Reise von Ilf und Petrow.